# Katarzyna Augoff
Katarzyna Augoff (ur. 1966 w Zgorzelcu) – polska biotechnolog, dr hab. Uniwersytetu Medycznego im. Piastów Śląskich we Wrocławiu

## Życiorys
W 1991 uzyskała dyplom magistra biotechnologii na Wydziale Nauk Przyrodniczych Uniwersytetu Wrocławskiego. W latach 2010–2012 pracowała w Cleveland Clinic (Ohio) oraz w latach 2015–2016 na SUNY Upstate Medical University w Syracuse (Nowy Jork) jako Postdoctoral Research Fellow.
Od 1992 jest pracownikiem Uniwersytetu Medycznego we Wrocławiu; Katedra i Zakład Dydaktyki Chirurgicznej.

## Publikacje
Autorka licznych publikacji naukowych.